# Breda Babošek
Breda Lorenci - Babošek, slovenska atletinja, * 16. julij 1951, Maribor.
Baboškova je za Jugoslavijo nastopila na Poletnih olimpijskih igrah 1972 v Münchnu, kjer je nastopila v skoku v višino.
S skokom 173 cm je osvojila 24. mesto v kvalifikacijah in se ni uvrstila v nadaljevanje tekmovanja.
Osebni rekord, 183 cm, je postavila leta 1974.
Leta 1977 je za tekmovalne dosežke prejela Bloudkovo plaketo.